# Las inocentes (película de 1986)
Las inocentes, conocida también como Las humilladas, es una película mexicana dirigida por Felipe Cazals. Fue estrenada directamente en video en 1986. Fue protagonizada por Ana Bertha Espín y María Rojo. Basada en el cuento Inconscio del autor Luigi Pirandello.

## Argumento
Cuatro monjas, las hermanas Leonor, Teresa, Encarnación e Inés, son abusadas sexualmente por un grupo de leprosos en un trigal. Las cuatro monjas quedan encintas, lo que significa un dilema para la congregación religiosa, por lo que deciden enviarlas a un convento apartado para mantenerlas ocultas. Mientras transcurre su gestación, las cuatro monjas muestran distintas posturas ante su desdicha. La más contrariada es la hermana Leonor, quién comienza a cuestionarse, y a cuestionar a las demás, sobre su verdadera fe religiosa.

## Elenco
- Ana Bertha Espín ... Sor Leonor
- María Rojo... Sor Teresa
- Zaide Silvia Gutiérrez... Sor Encarnación
- Marcela Camacho ... Sor Inés
- Ana Ofelia Murguía ... Madre Superiora
- Martha Navarro ... Sor Sidonia
- Marta Aura ... Sor Concepción
- Gabriela Hassel ... Novicia María de los Ángeles
- Águeda Incháustegui ... Monja instructora
- Max Kerlow ... Médico
- Roberto Sosa ... Leproso
- Gerardo Quiroz ... Leproso
- Inés Murillo ... Comadrona